# Alexandre de La Marck
Alexandre de La Marck  (né vers 1576/1577 et mort à Braine le 17 septembre 1625) est un ecclésiastique issu de la maison de La Marck qui fut évêque désigné de Meaux de 1589 à 1594.

## Biographie
Né vers 1576/1577, Alexandre de La Marck est le 3e des fils de Charles Robert de La Marck, comte de Maulévrier et de sa seconde épouse  Antoinette de La Tour. Destiné à l'Église, il est pourvu en commende de l'abbaye d'Igny en 1589 et de l'abbaye de Braine en 1593.
Dans son camp militaire devant Dieppe le roi Henri IV de France le désigne le 13/15 octobre 1589 comme évêque de Meaux, siège devenu vacant à la suite de la mort de Louis de Brézé. Il ne peut toutefois pas obtenir ses bulles pontificales ni même recevoir le produit de ce bénéfice ecclésiastique qui est attribué en 1592 par le Parlement de Paris replié à Chalons sur Marne au doyen de l'église de Troyes. Le roi renonce finalement à l'imposer et le 11 mai 1594 il désigne Jean Touchard comme nouveau candidat au diocèse de Meaux. Alexandre de La Marck se retire dans ses abbayes et il meurt à Braine en 1625.